# Ntando Cele
Ntando Cele (geb. 1980 in Durban) ist eine Künstlerin, Theaterschaffende und Performerin, die in Bern lebt. Sie erhielt 2023 den Schweizer Preis Darstellende Künste.

## Ausbildung
2001 schloss sie ihr Studium an der Durban University of Technology mit einem National Diploma in Drama Studies ab und von 2009 bis 2012 studierte sie am DasArts in Amsterdam und erlangte den Master of Theatre.

## Arbeitsweise/Werdegang
Die in Bern lebende südafrikanische Schauspielerin, Sängerin und Performerin Ntando Cele entwickelt seit 2005 in Afrika und Europa verschiedene Theater- und Performanceprojekte. Es geht oft um Fragen von Authentizität, Identität, Ungleichheiten, Vorurteilen und Stereotypen in der Kunstwelt und den Körper zwischen Begehren, Exotik und Ausbeutung. Die Shows spielen mit den Grenzen zwischen Performance, Theater, Videoinstallation, Konzert, Stand up Comedy, kombinieren Musik, Text und Video. Mit Performances und politische Satiren macht Ntando Cele globales Politikgeschehen und Identitätspolitiken durch mediale Umsetzungen und kreativem Ausdruck fassbar.
Während ihres Studiums bei DasArts arbeitete sie mit einem Musiker und einem Maler zusammen, um die Arbeit Cypher Session zu schaffen, eine Mischung aus Klang, Gesang, Geschichtenerzählen und Poesie, die im Zürcher Theater Spektakel uraufgeführt wurde. Sie gründete 2014 mit dem Berner Schriftsteller und Musiker Raphael Urweider und dem Berner Komponisten und Musiker Simon Ho die Gruppe Manaka Empowerment Production.
In Stücken wie Black Notice und Black Off thematisiert sie ab 2016 als Rassismus als Figur Bianca White und als weitere karikierte Figur Vera Black Vorurteile und Stereotypen. In Go Go Othello schlüpft Ntando Cele ab 2020, ausgehend von Othello, dem schwarzen Protagonisten des abendländischen Theaterkanons, in die Rolle des Othello und eines schwarzen Showgirls das von Josephine Baker inspiriert ist. Das Stück SPAfrica von 2023, das mit Julian Hetzel entstand und am Théâtre Vidy in Lausanne Premiere hatte, entwickelt ein Produkt zum Thema Wasser, Kapitalismus und Nachhaltigkeit. Die politisch – ironische Performance Wasted Land von 2025 verhandelt Probleme der Produktion und des Konsums von Fast Fashion und nachhaltiger Ökologie und Recyclingversprechen als multimediale, chorische und musikalische Performance. Das Stück arbeitet mit TS Eliots Gedicht The Waste Land von 1922 und interpretiert es als Sicht auf eine Welt, die in Widersprüchen ertrinkt.
Ihre Arbeiten werden nicht nur in den verschiedenen Sprachräumen der Schweiz, sondern international wahrgenommen. Im Schlachthaus in Theater Bern, an der Kaserne Basel, in der Roten Fabrik in Zürich, am Festival Belluard Bollwerk Freiburg, im Théâtre St. Gervais in Genf – wie auch im Ausland an Festivals und Gastspielhäusern in Amsterdam, São Paulo, Rio de Janeiro, Lille, Santarcangelo, Berlin oder Brüssel.

## Performances/Produktionen/Gespräche
- 2010: Cypher Session, Theater Spektakel, Zürich[10]
- 2013: Face Off wurde im Rahmen des NeuNOW Festivals 2013 beim Zürcher Theater Spektakel, beim Festival Belluard Bollwerk International (Freiburg) und im Compagnietheater (Amsterdam) sowie beim Fringe Festival (Amsterdam) aufgeführt.
- 2017: Schwarzweisschen und Rosenrot – oder Ebony and Irony, mit Nina Mariel Kohler, Schlachthaus Theater, Bern[11]
- Black Space Race, von Ntando Cele und Raphael Urweider, Schlachthaus Theater Bern, 2018[12][13]
- 2020 lud Cele im Rahmen des Festivals It’s Not That Simple im Schlachthaus Theater in Bern zu einer satirischen Diskussion zu Rassismen mit dem Titel Enemy of Progress ein.[14]
- 2018–2021: Black off, 2018, Crossroad Festival Basel[15], Schaubühne Berlin[16], 2021 Schwankhalle Bremen[17] 2021: Projekt Die Raum, Performance im öffentlichen Raum, Basel[18][19]
- 2021: Projekt Die Raum, mit dem: Collectif and then… Cécile N’Duhirahe, Stéphanie N’Duhirahe und Lucie N’Duhirahe, Performance im öffentlichen Raum, Basel[20]
- 2021: No excuses – An encounter between Ntando Cele and Paula Charles, Literaturhaus Basel[21]
- 2022: Manaka Empowerment Prod./Ntando Cele: Go Go Othello, Kaserne Basel, Basel[22]
- Go Go Othello, 2021, in: Zürich Rote Fabrik[23],  Basel Kaserne[24], Schlachthaus Theater Bern[25], 2024  Schauspielhaus Zürich[26]
- 2022: Freckly Night bei Bang Bang – translokale Performancegeschichten im Museum Tinguely in Basel[27]
- 2023: Roundtable Possible Futures: Transformation und Aufbruch, Kaserne Basel[28]
- SPAfric, 2023 Schauspiel Leipzig[29], 2024 Impulse Theater Festival[30]
- 2024: YES! YES! YES!, 2024. Kaserne Basel
- Wasted Land, 2024, Théàtre Vidy, Lausanne (CH), De Singel, Antwerpen (BEL), Culturrcentrum Ieper Het Perron, Ieper (BEL), Kaserne, Basel (CH), LAC Lugano Arte e Cultura, Lugano (CH), Bonlieu, Scène Nationale d'Annecy (FR), 2025, Dampfzentrale, Bern (CH), Sophiensæle Berlin (DE)
- BONE 2024, Tag 8 kuratiert von Ntando Cele, #decoloniseStNicolas, Performance mit  Lucie N’Duhirahe, Stéphanie N’Duhirahe, Bern[31]
- 2025: Countershading, mit Rhoda Davids Abel und Anna Purna, Stadtgalerie Bern[32]
- 2025: Count Out, Visarte Ticino/PANCH Performance Day, Villa Saroli, Lugano[33]

## Hörspiele (Auswahl)
- 2018: Bertolt Brecht, Samuel Schwarz, Raphael Urweider: Lukullus (Sprecherin) – Bearbeitung und Regie: Samuel Schwarz (Hörspielbearbeitung – SRF)

Quelle: HörDat, die Hörspieldatenbank

## Auszeichnungen
- 2014: Nominiert für das nachtkritik-Theatertreffen
- 2020: Residency mit dem Royal Court Theatre, Edinburgh Fringe und Pro Helvetia[34]
- 2021: Einladung zum Schweizer Theatertreffen mit Go Go Othello
- 2023: Schweizer Preis Darstellende Künste[1]